# هولاند أرمز (أنغلزي)
هولاند أرمز (بالإنجليزية: Holland Arms)‏ هي منطقة سكنية تقع في ويلز في أنغلزي.